# 天运 (张丙)
天運（1832年十月—十二月）是臺灣清治時期民變領袖張丙的年号，前后共2个月。

## 纪年對照表
| 天運 | 元年   |
| ---- | ------ |
| 公元 | 1832年 |
| 干支 | 壬辰   |

## 同期存在的其他政权年号
- 中國
  - 道光（1821年－1850年）：清朝—清宣宗旻宁之年号
  - 大明主（1832年）：清朝時期—黃誠之年號
  - 順天（1832年）：清朝時期—梁辦、吳扁、陳委之年號
  - 奉天（1832年）：清朝時期—劉仲、蔡恭之年號
- 越南
  - 明命（1820年－1841年）：阮朝—阮圣祖阮福晈之年号
- 日本
  - 天保（1830年－1844年）：仁孝天皇之年號

## 參看
- 中國年號索引
- 台湾年号列表
- 其他时期使用的天运年号

## 深入閱讀
- 李崇智. . 北京: 中华书局. 2004年12月. ISBN 7101025129.